# Мелекінська сільська рада
| Мелекінська сільська рада — колишній орган місцевого самоврядування у Мангушському районі Донецької області з адміністративним центром у c. Мелекіне. Сільській раді підпорядковані населені пункти: - c. Мелекіне - с. Білосарайська Коса - с. Бурякова Балка - с. Глибоке - с. Огороднє - с. Портівське |

## Склад ради
Рада складалася з 20 депутатів та голови.

## Історія
Донецька обласна рада рішенням від 28 квітня 2009 року внесла в адміністративно-територіальний устрій області такі зміни: у Мангушському районі уточнила назву села Мелекине Мелекинської сільради на село Мелекіне та перейменувала Мелекинську сільраду на Мелекінську.